# نشاط اصفهانی
سیّد عبدالوهاب نشاطِ اصفهانی (زاده ۱۱۷۵ – درگذشت ۱۲۴۴ (قمری)) ملقب به معتمدالدوله از سیاست‌مداران، شاعران و خوشنویسان صاحب نام در خطوط شکسته، نستعلیق و تعلیق سده سیزدهم هجری ایران بوده‌است. لقب معتمدالدوله ابتدا به وی داده می‌شود و از او به‌عنوان نخستین وزیر امور خارجه ایران نیز نام می‌برند.

## زندگی‌نامه
معتمدالدوله میرزا عبدالوهاب به سال ۱۱۷۵ (قمری) در اصفهان زاده شد. پدربزرگ او عبدالوهاب، حکومت اصفهان را به‌عهده داشت و مال و ثروت فراوان برای فرزندان خود به‌جا گذاشت. نشاط علاوه بر زبان مادری، زبان‌های عربی و ترکی را فراگرفت و در خوش‌نویسی سرآمد زمان خود شد؛ و با شعر و ادب فارسی و دانش‌های زمان خود از دینی و ریاضی و حکمت الهی و منطق آشنایی یافت.
نشاط وزیر فتحعلی‌شاه قاجار بوده، در شکسته‌نویسی توانا و قدرتمند بوده و گنجینه معتمد، از آثار باقی‌ماندهٔ اوست. نسب وی به حکیم سلمان، طبیب مخصوص شاه عباس می‌رسد. معتمدالدوله از دوستان نزدیک عبدالمجید طالقانی بوده و عبدالمجید در خانه او اقامت داشته‌است و از شاگردان درویش عبدالمجید محسوب می‌شود.
نشاط، شاعری توانا و نویسنده‌ای قدرتمند است چنان‌که شهرت او بیشتر به همین هنرهاست. دیوان او تاکنون چندین بار به چاپ رسیده‌است. او در سال ۱۲۴۴ ه‍.ق درگذشت.

## مکتب بازگشت ادبی
نشاط یکی از هواخواهان جدی مکتب «بازگشت ادبی» بود و در آن زمان که اصفهان مرکز این جنبش و رستاخیز شعر و ادب شناخته می‌شد، خانه او مرکز تجمع نویسندگان و دانشمندان بود. یکبار در هفته در آنجا گرد آمده، داد سخن می‌دادند. نشاط و یارانش بودند که به‌سبک گذشتگان شعر سرودند و سنت قدیم ادبیات فارسی را از نو زنده کردند.

## مهاجرت بهتهران
نشاط در سال ۱۲۱۸ هجری قمری در سن چهل و هشت سالگی به‌تهران مهاجرت کرد و به دربار فتحعلی‌شاه راه یافت و سمت دبیری و منشیگری و لقب «معتمدالدوله» گرفت و پس از چندی به‌سرپرستی دیوان رسائل گمارده شد. نشاط پش از رسیدن به این سمت، همه‌جا با شاه همراه بود. او در ذیحجه سال ۱۲۳۶ قمری به فرمان فتحعلی شاه به عنوان اولین وزیر خارجه ایران منصوب شد. بیشتر احکام سلطنتی و فرمان‌های رسمی و نامه‌های خصوصی شاه و عقدنامه‌ها و وصیت‌نامه‌های افراد خاندان سلطنت با خط و امضای او نوشته می‌شد. نشاط تا سال ۱۲۴۰ قمری وزیر امور خارجه ایران بود، اما در همان سال فتحعلی شاه میرزا ابوالحسن خان شیرازی را به عنوان وزیر امور خارجه منصوب کرد. نشاط یکبار جزو هیئتی به‌نمایندگی از طرف شاه به پاریس رفت و با ناپلئون اول ملاقات کرد. سرانجام میرزا عبدالوهاب معتمد الدوله نشاط در سال ۱۲۴۴ قمری درگذشت.

## اثرها
- دیوان و منشآت نشاط اصفهانی
- گنجینه

مجموع آثار نشاط در کتابی به اسم «گنجینه» ابتدا در سال ۱۲۶۶ هجری قمری و بعد در سال ۱۲۸۱ به دستور ناصرالدین شاه با خط خوش در تهران چاپ شد. گنجینه شامل:
1. دیباچه‌ها، خطبه‌ها، وقف‌نامه‌ها، و عقدنامه‌ها
2. مدیحه‌ها، قباله‌ها، قصیده‌ها و قطعه‌ها
3. نامه‌ها و فرمان‌های فتحعلی‌شاه
4. نامه‌هایی که به‌خود شاه و شاهزادگان نوشته
5. شعرها و قطعات ادبی و حکایات اخلاقی است.

## قصیده
| زیباترین اشیا، فرخ‌ترین اعیان        |  | از هرچه هست پیدا و از هرچه هست پنهان |
| از مرغ‌ها هزار است، از وقت‌ها سحرگه   |  | از فصل‌ها بهار است، از نوع‌هاست انسان  |
| از عهدها شباب است، از آب‌ها شراب است |  | از انجم آفتاب است، از ماه‌هاست نیسان  |
| از سنگ‌ها دل دوست، از عیش‌ها غم اوست  |  | از تیغ‌هاست ابرو، از دشنه‌هاست مژگان   |
| از زیب‌هاست افسر، از طیب‌هاست عنبر    |  | از عضوهاست دیده، از خُلق‌هاست احسان    |
| از انبیا محمد، از شهرها مدینه       |  | از شاخ‌هاست طوبی، از باغ‌هاست رضوان    |

| چون دست صبحدم دهد اوراق گل به باد |  | گاهی به‌دست مصحف و گاهی کتاب خواه |
| روز ار سماع گفته زاهد کنی، به‌شب   |  | کفاره از ترانه چنگ و رباب خواه   |
| از پرسش حساب اگر اندیشه باشدت     |  | از دست یار ساغر می بی‌حساب خواه   |

| طاعت از دست نیاید گنهی باید کرد       |  | در دل دوست به هر حیله رهی باید کرد |
| شب، چو خورشید جهانتاب نهان از نظر است |  | طی این مرحله با نور مهی باید کرد   |

| یک زاهد و یک رند در این شهر ندیدیم     |  | بستند در مسجد و میخانه در این شهر |
| دل ازچه، ندانم که، گریزان ز «نشاط» است |  | دیوانه ندارد سر دیوانه در این شهر |